# The Maples (circonscription électorale)
Circonscription électorale provinciale du Canada
The Maples est une circonscription électorale provinciale du Manitoba (Canada). 
Les circonscriptions limitrophes sont McPhillips à l'est et au nord-est, Lakeside au nord-ouest et à l'ouest, et Tyndall Park et Burrows au sud.

## Liste des députés
| The Maples                        | The Maples                        | The Maples                        | The Maples                        | The Maples                        | The Maples                        |
| Nom                               | Nom                               | Parti                             | Mandat                            | Législature                       |                                   |
| Circonscription issue de Kildonan | Circonscription issue de Kildonan | Circonscription issue de Kildonan | Circonscription issue de Kildonan | Circonscription issue de Kildonan | Circonscription issue de Kildonan |
| --------------------------------- | --------------------------------- | --------------------------------- | --------------------------------- | --------------------------------- | --------------------------------- |
|                                   | Gulzar Cheema                     | Libéral                           | 1990 - 1993                       | 35e                               |                                   |
|                                   | Gary Kowalski                     | Libéral                           | 1993 - 1995                       | 35e                               |                                   |
|                                   | Gary Kowalski                     | Libéral                           | 1995 - 1997                       | 36e                               |                                   |
|                                   | Gary Kowalski                     | Indépendant                       | 1997 - 1998                       | 36e                               |                                   |
|                                   | Gary Kowalski                     | Libéral                           | 1998 - 1999                       | 36e                               |                                   |
|                                   | Cris Aglugub                      | Néo-démorate                      | 1999 - 2003                       | 37e                               |                                   |
|                                   | Cris Aglugub                      | Néo-démorate                      | 2003 - 2007                       | 38e                               |                                   |
|                                   | Mohinder Saran                    | Néo-démorate                      | 2007 - 2011                       | 39e                               |                                   |
|                                   | Mohinder Saran                    | Néo-démorate                      | 2011 - 2016                       | 40e                               |                                   |
|                                   | Mohinder Saran                    | Néo-démorate                      | 2016 - 2017                       | 41e                               |                                   |
|                                   | Mohinder Saran                    | Indépendant                       | 2017 - 2019                       | 41e                               |                                   |
|                                   | Mintu Sandhu (en)                 | Néo-démorate                      | 2019 - 2023                       | 42e                               |                                   |
|                                   | Mintu Sandhu (en)                 | Néo-démorate                      | 2023 - présent                    | 43e                               |                                   |